# Arcos (Anadia)
Arcos é uma localidade portuguesa do Município de Anadia que foi sede da extinta Freguesia de Arcos, freguesia que tinha 12,27 km² de área e 5 511 habitantes (2011), e, por isso, uma densidade populacional de 449,1 hab/km².
A Freguesia de Arcos foi extinta em 2013, no âmbito de uma reforma administrativa nacional, tendo sido agregada à freguesia de Mogofores, para formar uma nova freguesia denominada União das Freguesias de Arcos e Mogofores da qual é sede.

## População
| População da freguesia de Arcos | População da freguesia de Arcos | População da freguesia de Arcos | População da freguesia de Arcos | População da freguesia de Arcos | População da freguesia de Arcos | População da freguesia de Arcos | População da freguesia de Arcos | População da freguesia de Arcos | População da freguesia de Arcos | População da freguesia de Arcos | População da freguesia de Arcos | População da freguesia de Arcos | População da freguesia de Arcos | População da freguesia de Arcos |
| ------------------------------- | ------------------------------- | ------------------------------- | ------------------------------- | ------------------------------- | ------------------------------- | ------------------------------- | ------------------------------- | ------------------------------- | ------------------------------- | ------------------------------- | ------------------------------- | ------------------------------- | ------------------------------- | ------------------------------- |
| 1864                            | 1878                            | 1890                            | 1900                            | 1911                            | 1920                            | 1930                            | 1940                            | 1950                            | 1960                            | 1970                            | 1981                            | 1991                            | 2001                            | 2011                            |
| 1.615                           | 1.790                           | 2.061                           | 2.063                           | 2.012                           | 2.372                           | 2.905                           | 3.199                           | 3.232                           | 3.826                           | 3.835                           | 4.720                           | 3.344                           | 5.532                           | 5.511                           |

| Distribuição da População por Grupos Etários | Distribuição da População por Grupos Etários | Distribuição da População por Grupos Etários | Distribuição da População por Grupos Etários | Distribuição da População por Grupos Etários | Distribuição da População por Grupos Etários | Distribuição da População por Grupos Etários | Distribuição da População por Grupos Etários | Distribuição da População por Grupos Etários | Distribuição da População por Grupos Etários |
| -------------------------------------------- | -------------------------------------------- | -------------------------------------------- | -------------------------------------------- | -------------------------------------------- | -------------------------------------------- | -------------------------------------------- | -------------------------------------------- | -------------------------------------------- | -------------------------------------------- |
| Ano                                          | 0-14 Anos                                    | 015-24 Anos                                  | 25-64 Anos                                   | < 65 Anos                                    |                                              | 0-14 Anos                                    | 015-24 Anos                                  | 25-64 Anos                                   | < 65 Anos                                    |
| 2001                                         | 839                                          | 750                                          | 3 063                                        | 880                                          |                                              | 15,2%                                        | 13,6%                                        | 55,4%                                        | 15,9%                                        |
| 2011                                         | 826                                          | 566                                          | 3 074                                        | 1 045                                        |                                              | 15,0%                                        | 10,3%                                        | 55,8%                                        | 19,0%                                        |

## Património
- Palácio da Graciosa ou Solar da Graciosa
- Palácio Foz de Arouce ou Quinta de Famalicão
- Casa da Misericórdia
- Casa dos Capitães-Mores
- Monumentos aos Mortos da Grande Guerra e do visconde de Seabra
- Busto de José Luciano de Castro
- Biblioteca Municipal de Anadia
- Casa dos Aledres
- Casa do pintor Fausto Sampaio
- Cruzeiro
- Vestígios castrejos
- Capela de São Mamede
- Cruzeiro em Famalicão
- Casa setecentista em Famalicão
- Casa oitocentista em Famalicão
- Solar de Vale de Azar
- Miradouro do Monte Crasto
- Caves do Monte Crasto
- Palácio e quinta da condessa do Ameal
- Hospital-Asilo José Luciano
- Colégio das Irmãs de São José de Cluny com capela

## Povoações da Freguesia
- Anadia
- Arcos
- Famalicão
- Alféloas
- Malaposta
- Canha
- Três Arcos
- Póvoa do Pereiro
- Vendas da Pedreira